# Однажды в сказке (сезон 7)
Седьмой сезон американского драматического телесериала «Однажды в сказке». В США премьера сезона состоялась на телеканале ABC 6 октября 2017 года. Для сериала этот сезон стал финальным.

## Сюжет
«Новая книга открывается»
Генри Миллсу уже исполнилось 16 лет. Операция Кобра закончилась. Генри дописал свою книгу, вернул её в поместье волшебника, и нашёл там другие книги — о знакомых ему сказочных персонажах, но в других изложениях. В стремлении найти собственную сказку, Генри открывает портал, прощается с Реджиной и переносится в другой мир.
Далее события развиваются по аналогии с первым сезоном — мы видим параллельно как реальность этого мира, так и прошлое «мира сказки».
Много лет спустя после прощания с родными, Генри на мотоцикле врезается в карету Золушки и влюбляется в неё, а она в него. Но Золушка исчезает, и Генри вынужден призвать на помощь Реджину, Крюка и Эмму.
Параллельно мы видим, что на весь сказочный мир наложено заклятье, сославшее всех героев в мир без волшебства, где все герои забыли, кто они есть на самом деле. В это время к Генри Миллсу приходит девочка по имени Люси и заявляет, что она его дочь. Она заманивает его в Гиперион Хайтс (район города Сиэтл), чтобы он победил Леди Тремейн и снял заклятье со сказочных героев, но оказывается, что всё намного хуже, чем кажется на первый взгляд. Страшная правда перевернет все сверх на голову: неожиданный поворот сюжета раскроет настоящего злодея. Ситуация начинает накаляться ведь теперь на кону жизни.

## В ролях

### Основной состав
- Лана Паррия — Злая королева / Реджина Миллс / Рони (19 эпизодов)
- Колин О’Донохью — Капитан Киллиан «Крюк» Джонс / Роджерс (22 эпизода)
- Эндрю Дж. Уэст — Генри Миллс (21 эпизод)
- Дания Рамирес — Золушка (Элла Тремейн) / Джасинда Видрио (22 эпизода)
- Габриэль Анвар — Рапунцель / Леди Тремейн / Виктория Белфри (10 эпизодов)
- Элисон Фернандес — Люси Видрио (Миллс) (22 эпизода)
- Роберт Карлайл — Румпельштильцхен / Мистер Голд / Уивер (20 эпизодов)
- Мекиа Кокс — Тиана / Сабина (15 эпизодов)

### Второстепенный состав
- Джаред С. Гилмор — молодой Генри Миллс / сэр Генри (5 эпизодов)
- Аделаида Кейн — Дризелла Тремейн / Айви Белфри (13 эпизодов)
- Роуз Рейнольдс — Алиса / Тилли (14 эпизодов)
- Брюс Блейн — Сэмюэл Б. Райс / Дежурный Сержант (9 эпизодов)
- Эмма Бут — матушка Готель / мать природа / Элоиза Гарденер (12 эпизодов)
- Эмили де Рэвин — Белль (2 эпизода)
- Крис Готье — Сми (4 эпизода)
- Ребекка Мэйдер — Злая Ведьма Запада / Зелина / Келли Уэст (7 эпизодов)
- Дэниел Фрэнсис — доктор Фасилье / Барон Самди (8 эпизодов)
- Робин Гивенс — Эудора (2 эпизода)
- Миган Уорнер — молодая Рапунцель / Леди Тремейн (2 эпизода)
- Тира Скоуби — Робин (Гуд) Миллс / Марго (10 эпизодов)
- Натан Парсонс — Гензель / Джек / Ник Брэнсон (7 эпизодов)
- Яэль Юрман — Анастасия (4 эпизода)
- Джефф Пьер — принц Навин / Дрю (6 эпизодов)
- Чилтон Крейн — слепая ведьма / Хильда Брейбёрн (3 эпизода)

### Приглашённые актёры
- Джиллиан Фарги — Фея Крёстная (1 эпизод)
- Лиам Холл — Принц (1 эпизод)
- Дженнифер Моррисон — Эмма Свон (2 эпизода)
- Джайлс Мэтти — Гидеон (1 эпизод)
- Кевин Райан — Роберт (1 эпизод)
- Мэтти Финокио — Маркус Тремейн (1 эпизод)
- Синди Луна — Сесилия (1 эпизод)
- Анна Каткарт — молодая Дризелла (1 эпизод)
- Алехандра Перес — молодая Элла (1 эпизод)
- София Рид-Гантцерт — молодая Анастасия (1 эпизод)
- Сара Томко — Тигровая Лилия (1 эпизод)
- Сюзи Йоахим — мадам Леота (1 эпизод)
- Нисрин Слим — доктор Андреа Сейдж (2 эпизода)
- Чад Рук — капитан Ахав (1 эпизод)
- Эль Маккиннон — молодая Алиса (1 эпизод)
- Чарльз Межер — Чёрная Борода (1 эпизод)
- Сара Каннинг — Гретель (1 эпизод)
- Беверли Эллиотт — Вдова Лукас / Бабушка (2 эпизода)
- Робби Кей — Малкольм / Питер Пэн / Гамельнский крысолов (1 эпизод)
- Виктория Смарфит — Круэлла Де Виль / Круэлла Фейнберг (1 эпизод)
- Джоанна Гарсиа Свишер — Ариэль / Русалочка (1 эпизод)
- Джиннифер Гудвин — Белоснежка / Мэри Маргарет Бланшар (1 эпизод)
- Джош Даллас — Прекрасный принц / Дэвид Нолан (1 эпизод)
- Шон Магуайр — Робин Гуд (1 эпизод)
- Тони Амендола — Джепетто / Марко (1 эпизод)
- Ли Аренберг — Ворчун / Лерой (1 эпизод)
- Фаустино Ди Бауда — Соня / Уолтер (1 эпизод)
- Киган Коннор Трейси — Голубая фея / Мать-Настоятельница (1 эпизод)
- Рафаэль Сбардж — Говорящий Сверчок / Доктор Арчи Хоппер (1 эпизод)

## Эпизоды
| № общий | № в сезоне | Название                                                  | Режиссёр           | Автор сценария                  | Дата премьеры   | Зрители в США (млн) |
| --- | ---------- | --------------------------------------------------------- | ------------------ | ------------------------------- | --------------- | ------------------- |
| 135 | 1          | «Гиперион Хайтс» «Hyperion Heights»                       | Ральф Хемекер      | Эдвард Китсис и Адам Хоровиц    | 6 октября 2017  | 3,26                |
| Генри покидает Сторибрук в поисках своей собственной истории. Спустя годы в другом царстве он встречает попавшую в беду Золушку, и это событие меняет траекторию его поисков навсегда. Когда злая матушка Золушки, леди Тремейн, начинает представлять угрозу, Генри понимает - чтобы следовать зову сердца он будет вынужден совершить невероятно трудный выбор, которого он даже не мог себе представить. Спустя годы молодая Люси находит разочарованного Генри в его доме в Сиэтле и решает заставить его вспомнить свое истинное «я», чтобы победить проклятие, обрушившееся на сказочных героев «Гиперион Хайтс».                                                            |            |                                                           |                    |                                 |                 |                     |
| 136 | 2          | «Жизнь пирата» «'A Pirate's Life'»                        | Тара Николь Уир    | Джейн Эспенсон и Джером Шварц   | 13 октября 2017 | 2,74                |
| Когда Генри понимает, что влип в неприятности, он призывает часть своей семьи из Сторибрука на помощь (Эмму, Реджину и Капитана Крюка), и вместе они отправляются на поиски Золушки. По дороге, Крюк сталкивается с неожиданным врагом, который может помешать успеху группы. Тем временем в Гиперион Хайтс Джасинда в поисках способа увидеть Люси соглашается на нежелательную помощь от Генри, пока Виктория Белфри заручается поддержкой Роджерса и Уивера, чтобы прогнать Генри из района. |            |                                                           |                    |                                 |                 |                     |
| 137 | 3          | «Сад расходящихся тропинок» «The Garden of Forking Paths» | Рон Андервуд       | Дэвид Х. Гудмен и Бриджит Хэйлс | 20 октября 2017 | 2,49                |
| Когда Золушка оказывается на краю опасности, помощь приходит от того, от кого она ее не ждет. Ее спасение приводит в альянсу, который может поспособствовать уничтожению правил Леди Тремейн и раскрытию темного секрета из прошлого Золушки. В Гиперион Хайтс Джасинда прибегает к крайним мерам, чтобы остановить Викторию, которая готова разрушить общественный сад, обожаемый Люси. Люси пытается убедить Генри, что Виктории нужно нечто большее, чем просто кусок земли. Тем временем Виктория приходит к открытию, которое может изменить судьбу каждого. |            |                                                           |                    |                                 |                 |                     |
| 138 | 4          | «Красавица» «Beauty»                                      | Мик Гаррис         | Дана Хорган и Ли Фонг           | 27 октября 2017 | 2,44                |
| Виктория заставляет Айви отправиться с Люси за конфетами. Тем временем Тилли пробуждается от проклятия и намеревается привести Уивера к правде — но только если Виктория поспособствует этому. Во флешбеках Румпель и Белль пытаются найти ответ на пророчество, который поможет укрепить их счастливое будущее. |            |                                                           |                    |                                 |                 |                     |
| 139 | 5          | «Лягушки» «Greenbacks»                                    | Джеффри Хилдрю     | Кристофер Холлиер и Адам Карп   | 3 ноября 2017   | 2,29                |
| Тиана просит помощи у бродячего прорицателя, культового доктора Фасилье, чтобы спасти свое королевство. Но когда оказывается, что у него был свой скрытый мотив, она берет дело в свои руки. В Гиперион Хайст Сабин и Джасинда предпринимают рискованную деловую аферу, и сила их дружбы подвергается испытанию, когда Виктория вмешивается в их планы. Тем временем Айви просит Генри изучить Викторию, а Рони совершает такое открытие, которое может изменить ее дружбу с Генри навсегда. Роджерс находит решающую зацепку в своих поисках Элоизы Гарденер. |            |                                                           |                    |                                 |                 |                     |
| 140 | 6          | «Тревожный звоночек» «Wake Up Call»                       | Шарат Раджу        | Джером Шварц и Джейн Эспенсон   | 10 ноября 2017  | 2,37                |
| Рони убеждает Уивера проверить рассказ Люси о том, что Реджина Миллс усыновила мальчика из Бостона. В это время Роджерс обращается к Тилли за помощью в поисках исчезнувшей Элоизы, а в прошлом Реджина учит Дризеллу основам магии. Чувствуя себя третьей лишней в набирающих оборотах отношениях Генри и Золушки, Реджина с удивлением обнаруживает, что нужна Дризелле, которая пытается отыскать магию. Но внезапно открывшаяся жестокая истина может привести Дризеллу на опасную дорожку. Тем временем в Гиперион Хайтс находящаяся в поиски ответов Рони просит помощи у Уивера, а Тилли предоставляет Роджерсу несколько интригующих моментов, касающихся Элоизы Гарденер. |            |                                                           |                    |                                 |                 |                     |
| 141 | 7          | «Элоиза Гарднер» «Eloise Gardener»                        | Алекс Калимниос    | Дэвид Х. Гудмен и Бриджит Хэйлс | 17 ноября 2017  | 2,28                |
| Движимый жаждой мести, Крюк прибегает к тёмной и мощной магии, но встреча с Рапунцель может навсегда изменить его судьбу. В это время в Хайперион Хайтс, зреет заговор Айви с целью убрать с престола Викторию. Он набирает силу, что вызывает неожиданные последствия для Джасинды и Люси. Роджерс привлекает Генри и Тилли к своей продолжающейся борьбе в поискх пропавшей Элоизы Гарденер, но то, что он находит, оказывается не тем, чем кажется. |            |                                                           |                    |                                 |                 |                     |
| 142 | 8          | «Красотка в голубом» «Pretty In Blue»                     | Ральф Хемекер      | Дана Хорган и Ли Фонг           | 17 ноября 2017  | 2,28                |
| Пытаясь предотвратить побег расстроенной Алисы, Генри и Элла отправляются за ней в Страну Чудес. Там Генри понимает, что у Эллы есть необычная связь с этим странным миром. В Гиперион Хайтс Джасинда подключает старого друга и прилагает последние усилия для возвращения опеки над Люси. Но ее решение принять помощь извне создают напряженность в отношениях с Генри. |            |                                                           |                    |                                 |                 |                     |
| 143 | 9          | «Слезинка» «One Little Tear»                              | Стив Перлман       | Кристофер Холлиер и Адам Карп   | 8 декабря 2017  | 2,45                |
| Виктория заключает сделку с Уивером: она хочет выйти из тюрьмы и разбудить Анастасию, но это может стоить жизни другого человека. Тем временем из флэшбеков становится ясно, что матушка Готель некогда предложила леди Тремейн спасти её семью. Тем временем Джасинда и Ник рассказывают то, что может изменить её с Генри будущее. |            |                                                           |                    |                                 |                 |                     |
| 144 | 10         | «Восьмая ведьма» «The Eighth Witch»                       | Ральф Хемекер      | Джейн Эспенсон и Джером Шварц   | 15 декабря 2017 | 2,29                |
| Когда Дризелла угрожает новым проклятием, Генри и Элла идут на отчаянный шаг, чтобы защитить дочь и друзей. Перед Реджиной встаёт ужасный выбор. В Гиперион Хайтсе Рони просит Генри отправиться с ней в Сан-Франциско, чтобы отыскать Зелину, однако когда Генри узнаёт, что Люси без сознания, то отправляется к дочери. Тем временем Готель старается завоевать доверие Анастасии, но последствия её действий угрожают выйти из-под контроля. |            |                                                           |                    |                                 |                 |                     |
| 145 | 11         | «Таинственный сад» «Secret Garden»                        | Мик Гаррис         | Эдвард Китсис и Адам Хоровиц    | 2 марта 2018    | 2,14                |
| Стремясь поскорее начать использовать свои проявившиеся магические способности, Робин вступает в рискованные отношения с Матерью Готэль. В это время в Гиперион Хайтс, Рони и Келли заключают сделку с Элоизой, отчаявшейся спасти Люси от её загадочной болезни. Однако ничего не делается бесплатно. Когда события в конце концов приводят к ссоре Виктории с Айви, кому-то приходится за это расплачиваться своей жизнью. |            |                                                           |                    |                                 |                 |                     |
| 146 | 12         | «Вкус Хайтс» «A Taste Of The Heights»                     | Нина Лопес-Коррадо | Дэвид Х. Гудмен и Бриджит Хэйлс | 9 марта 2018    | 2,22                |
| В день коронации Тианы ссора с доктором Фасилье заставляет её отправиться на Байу (болотистая дельта реки), где неожиданная встреча меняет всю её жизнь, а охота на аллигатора заканчивается трагическим происшествием. В это время Роджерс и Уивер допрашивают слепую колдунью. |            |                                                           |                    |                                 |                 |                     |
| 147 | 13         | «Рыцарь пал» «Knightfall»                                 | Стив Майнер        | Джером Шварц и Мигель Иан Рая   | 16 марта 2018   | 2,38                |
| Тилли предупреждает Роджерса, чтобы он не верил Готель, и скоро попадает за решетку за преступление, которого не совершала. В это время Айви пользуется советом Генри и приходит к Джасинде наладить отношения. В прошлом Крюк разыскивает капитана Ахава, у которого находится магический талисман, способный освободить Алису из замка. |            |                                                           |                    |                                 |                 |                     |
| 148 | 14         | «Девушка в башне» «The Girl In The Tower»                 | Антонио Негрет     | Дана Хорган и Ли Фонг           | 23 марта 2018   | 2,11                |
| Роджерс и Генри пытаются найти способ доказать невиновность Тилли в убийстве Хильды. В прошлом Алиса убегает из замка и обнаруживает, что она всё ещё в ловушке, поэтому она объединяется с Робин, чтобы победить тролля, угрожающего соседней деревне. |            |                                                           |                    |                                 |                 |                     |
| 149 | 15         | «Сестринство» «Sisterhood»                                | Эллен С. Прессман  | Кристофер Холлиер и Адам Карп   | 30 марта 2018   | 2,03                |
| Айви пытается помириться с Анастасией, в то время как Генри, Роджерс и Нэйт отправляются в город. В прошлом Дризелла объединяется с одной молодой колдуньей, чтобы выиграть устраиваемый Готель конкурс и поучаствовать в шабаше ведьм. |            |                                                           |                    |                                 |                 |                     |
| 150 | 16         | «Хлебные крошки» «Breadcrumbs»                            | Рон Андервуд       | Джейн Эспенсон и Джером Шварц   | 6 апреля 2018   | 2,15                |
| В прошлом Генри просит Крюка о помощи в поиске необычного кольца, которое нужно передать Элле. В настоящем Генри получает предложение о работе в Нью-Йорке, но до этого Уивер просит его о помощи, чтобы вычислить, кто скрывается за кличкой Конфетный Убийца. В это время Тилли устраивается на новую работу, а Зелина и Марго ссорятся. |            |                                                           |                    |                                 |                 |                     |
| 151 | 17         | «Избранный» «Chosen»                                      | Лана Паррия        | Пол Карп и Брайан Райдингс      | 13 апреля 2018  | 2,18                |
| После того как возлюбленного Келли захватывают в заложники, она сталкивается лицом к лицу с Конфетным убийцей. В это время Самди использует Дрю для реализации своего смертельно опасного плана. Во флешбеке Зелина, после того, как её встреча с Гензелем и Гретель оканчивается неудачей, получает суровый урок. |            |                                                           |                    |                                 |                 |                     |
| 152 | 18         | «Хранитель» «The Guardian»                                | Джеффри Хилдрю     | Дэвид Х. Гудмен и Бриджит Хэйлс | 20 апреля 2018  | 2,12                |
| Тилли и Марго проводят вместе целый день, Уивер обнаруживает, что кто-то взял Кинжал, и стремится найти этого человека. В прошлом Голд подвергает проверке Алису, чтобы понять, является она Хранителем или нет, и сам сталкивается с проверкой. |            |                                                           |                    |                                 |                 |                     |
| 153 | 19         | «Дитя цветов» «Flower Child»                              | Тесса Блэйк        | Эдвард Китсис и Адам Хоровиц    | 27 апреля 2018  | 1,98                |
| Тилли и Роджерс после встречи с Элоизой попадают в опасность, и в тот момент, когда жизнь Роджерса оказывается под угрозой, Тилли принимает жизненно важное решение. В это время отношения между Генри и Джасиндой переходят на новый уровень, но несмотря на усилия Люси, их союз не даёт ответов на вопросы, которые она ищет. Во флешбеке юная Готель жаждет мщения тем, кто разрушил её дом. |            |                                                           |                    |                                 |                 |                     |
| 154 | 20         | «Это Генри Миллс?» «Is This Henry Mills?»                 | Рон Андервуд       | Дана Хорган и Ли Фонг           | 4 мая 2018      | 1,98                |
| Рони обращается к Люси за помощью, чтобы разбудить Генри, но всё идёт не так, как было задумано. В это время Роджерс и Уивер направляются к Марго в надежде проникнуть к Тилли. В Сторибруке, молодой Генри стремится решить, каким путём пойти, пока загадочный телефонный звонок не помогает ему найти верное решение. |            |                                                           |                    |                                 |                 |                     |
| 155 | 21         | «Возвращение домой» «Homecoming»                          | Стив Перлман       | Дэвид Х. Гудмен                 | 11 мая 2018     | 2,26                |
| Пока жители Гиперион Хайтс празднуют снятие проклятие, Румпель из мира желаний, который разработал злобный план по предотвращению уничтожения сил Темного с помощью Люси и Эллы, навещает Генри. Чтобы его остановить, Генри, Рони, Уивер и Роджерс должны отправиться в Царство желаний, дом для версий любимых и опасных персонажей. Во флешбеках юного Генри навещает Румпель из мира желаний и предлагает сделку, последствия которой могут иметь трагический характер. |            |                                                           |                    |                                 |                 |                     |
| 156 | 22         | «Покидая Сторибрук» «Leaving Storybrooke»                 | Ральф Хемекер      | Эдвард Китсис и Адам Хоровиц    | 18 мая 2018     | 2,27                |
| Когда злобные планы Румпеля из Мира Желания раскрываются, Реджина понимает, что единственный способ остановить его — не дать Генри из Царства Желания встать на путь возмездия. Тем временем Тилли и Марго ищут помощи в Сторибруке. Отчаянно надеясь на воссоединение с покинувшей его Белль, Уивер пытается победить свое дьявольское альтер эго. Когда жизни Роджерса угрожает опасность, он решается на наивысшую жертву. |            |                                                           |                    |                                 |                 |                     |